# Désaignes
Désaignes (okzitanisch: Desanha) ist eine französische Gemeinde mit 1.145 Einwohnern (Stand: 1. Januar 2022) im Département Ardèche in der Region Auvergne-Rhône-Alpes. Die Gemeinde gehört zum Arrondissement Tournon-sur-Rhône und zum Kanton Haut-Vivarais. Die Einwohner werden Désaignois genannt.

## Geografie
Désaignes liegt am Fluss Doux. Umgeben wird Désaignes von den Nachbargemeinden Labatie-d’Andaure im Norden, Nozières im Nordosten, Lamastre im Osten, Saint-Basile im Südosten, Saint-Prix im Süden sowie Saint-Agrève im Süden und Westen sowie Saint-Jean-Roure im Südwesten.

## Bevölkerungsentwicklung
| Jahr                       | 1962 | 1968 | 1975 | 1982 | 1990 | 1999 | 2006 | 2013 | 2021 |
| Einwohner                  | 1672 | 1482 | 1284 | 1182 | 1087 | 1105 | 1154 | 1129 | 1151 |
| Quellen: Cassini und INSEE |      |      |      |      |      |      |      |      |      |

## Sehenswürdigkeiten
- Katholische Kirche
- Protestantische Kirche mit Überresten der mittelalterlichen Burg
- Burg Désaignes aus dem 14. Jahrhundert
- Mittelalterliche Tore

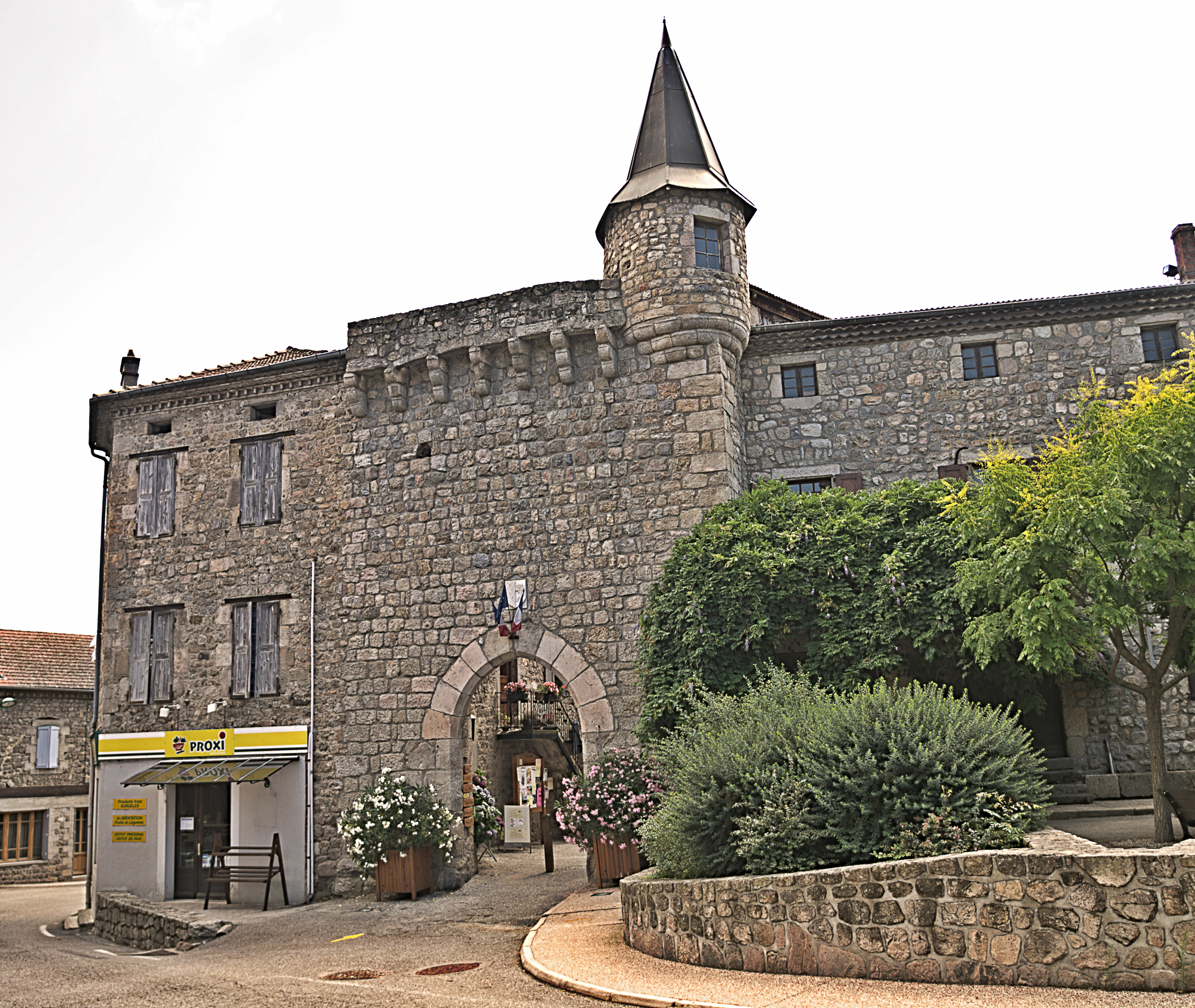
Tor der Burganlage
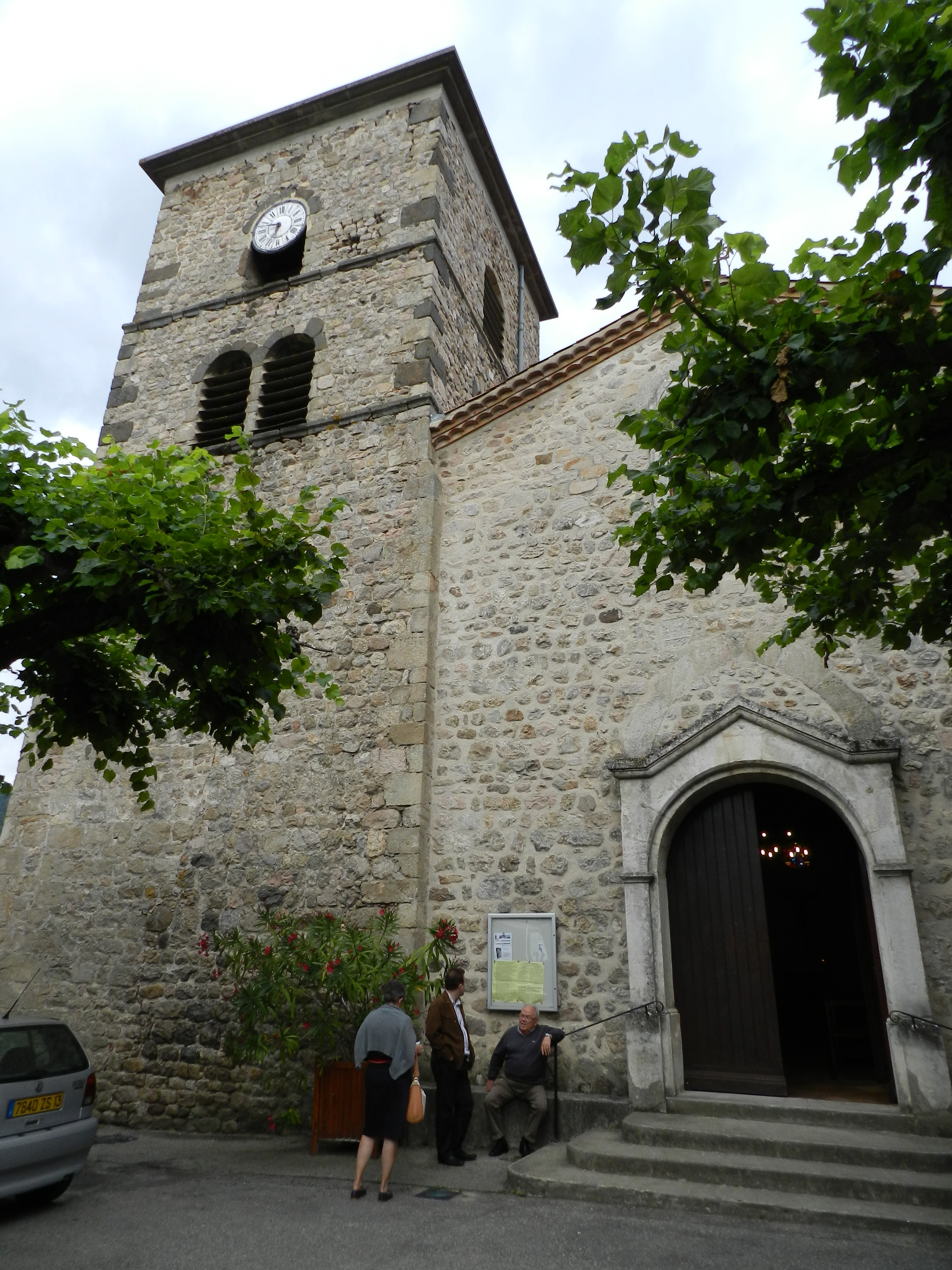
Katholische Kirche
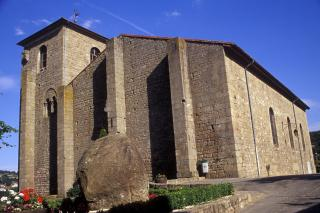
Protestantische Kirche

## Persönlichkeiten
- Conrad Kilian (1898–1950), Geologe